# Port lotniczy Niżniewartowsk
Port lotniczy Niżniewartowsk (ros. Аэропорт Нижневартовск), IATA: NJC, ICAO: USNN – port lotniczy położony niecałe 4 km na zachód od centrum miasta Niżniewartowsk, w autonomicznym Okręgu Chanty-Mansyjskim – Jurga, w Rosji.

## Linie lotnicze i połączenia
| Linia lotnicza   | Kierunek                                                                |
| ---------------- | ----------------------------------------------------------------------- |
| Aerofłot         | 1. Moskwa-Szeremietiewo                                                 |
| AZIMUT           | 1. Mineralne Wody                                                       |
| Red Wings        | 1. Czelabińsk (od 5 stycznia 2024) 2. Machaczkała                       |
| Rossiya Airlines | 1. Sankt Petersburg                                                     |
| RusLine          | 1. Tomsk 2. Jekaterynburg                                               |
| S7 Airlines      | 1. Nowosybirsk                                                          |
| Ural Airlines    | 1. Osz                                                                  |
| UTair Aviation   | 1. Chanty-Mansyjsk 2. Moskwa-Wnukowo 3. Niagań 4. Omsk 5. Tiumeń 6. Ufa |
| UVT Aero         | 1. Bugulma 2. Kazań 3. Perm                                             |
| Yamal Airlines   | 1. Chodżent                                                             |